# Powtawche Valerino
Powtawche N. Valerino es una ingeniera mecánica estadounidense del Laboratorio de Propulsión a Chorro de la NASA. Trabajó como ingeniera de navegación para la misión Cassini.

## Primeros años y educación
Valerino nació de una madre del pueblo amerindio Choctaw y un padre afroamericano. Creció en la reserva Choctaw de Misisipi y es miembro inscrita de la tribu. Cuando tenía diez años, se mudó con su familia a Nueva Orleans. Unos años más tarde, vio la explosión del transbordador espacial Challenger en la televisión y se interesó por la ciencia. Valerino aprendió violonchelo a los doce años y todavía toca en la Orquesta Comunitaria de Pasadena. Durante la escuela secundaria, Valerino hizo una pasantía como ingeniera mecánica como parte del Programa de Investigación de Aprendizaje de la Escuela Secundaria de Verano de la NASA, donde estudiantes de alto rendimiento siguen a los profesionales de la NASA.
Obtuvo una licenciatura en ingeniería mecánica de la Universidad Stanford y recibió su maestría y doctorado en ingeniería mecánica de la Universidad Rice. Durante los veranos en la escuela de posgrado, Valerino hizo una pasantía en el Centro Espacial Johnson en Houston y en el Centro Espacial Stennis en el condado de Hancock, Misisipi, donde trabajó en el equipo del vehículo X-38 (bote salvavidas de la Estación Espacial Internacional). Su disertación, Optimización de trayectorias interplanetarias a Marte mediante propulsión eléctrica, fue sometida a Rice en 2005. Fue la primera nativa americana en obtener un doctorado en ingeniería en la Universidad Rice.

## Investigación y carrera

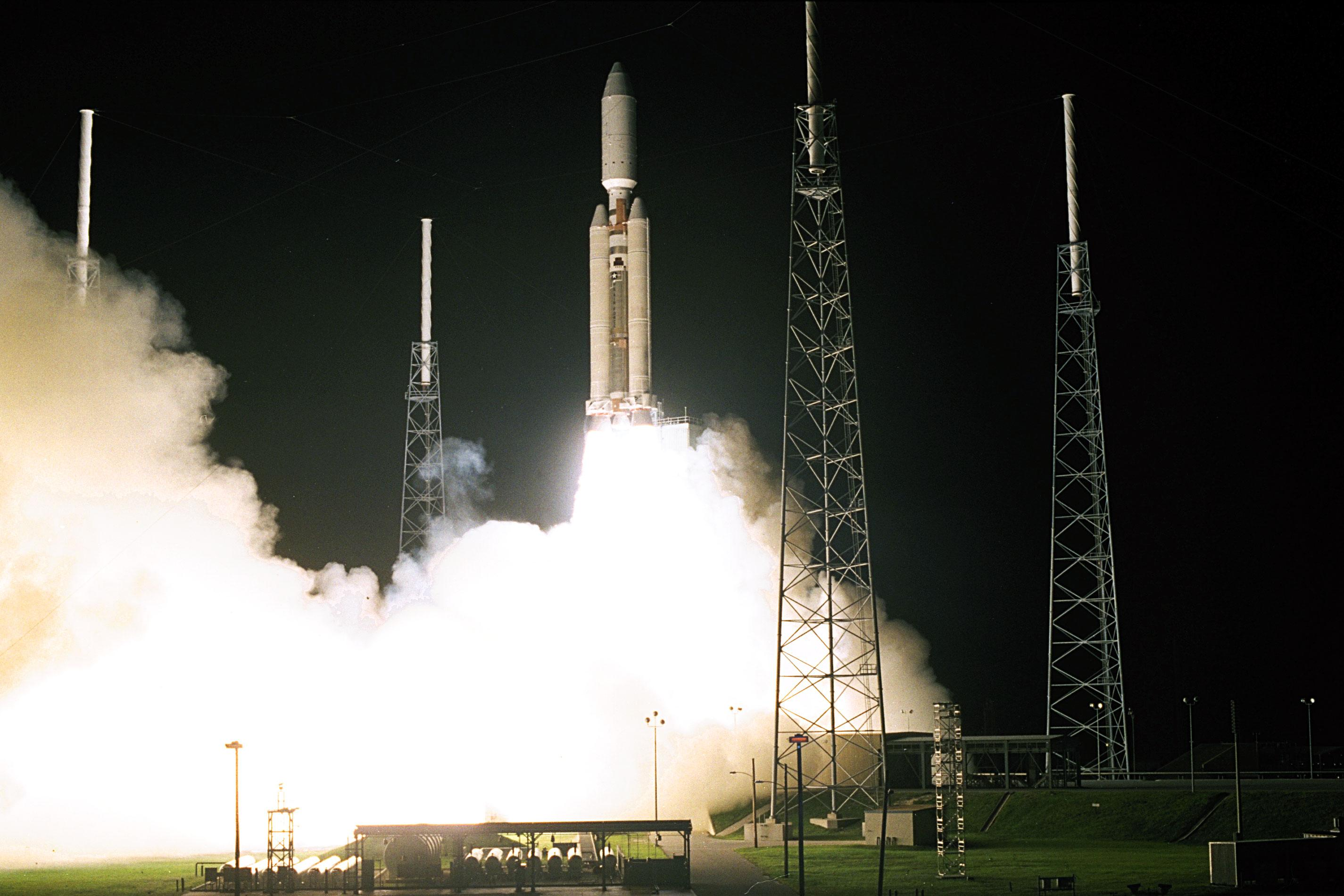
Cassini-Huygens despegó con un Titán 4 (01) B del Complejo de Lanzamiento 40.

Valerino se unió a la Sección de Navegación y Diseño de Misión del Laboratorio de Propulsión a Chorro en 2005. Primero trabajó en la misión propuesta Jupiter Icy Moon Orbiter, y luego fue transferida a la misión Cassini, donde fue navegante con el equipo de maniobras y trayectorias. La misión Cassini sobrevivió con creces la vida útil prevista de cuatro años, con ingenieras como Valerino que la llevaron a trece años. A lo largo de la misión Cassini, Valerino compartió el estado y los hallazgos de la nave espacial con el público.
Su proyecto más reciente fue la nave espacial Parker Solar Probe que se lanzó el 12 de agosto de 2018. Se convirtió en el primer satélite en volar tan cerca del sol como lo hizo Helios 2 en 1976.

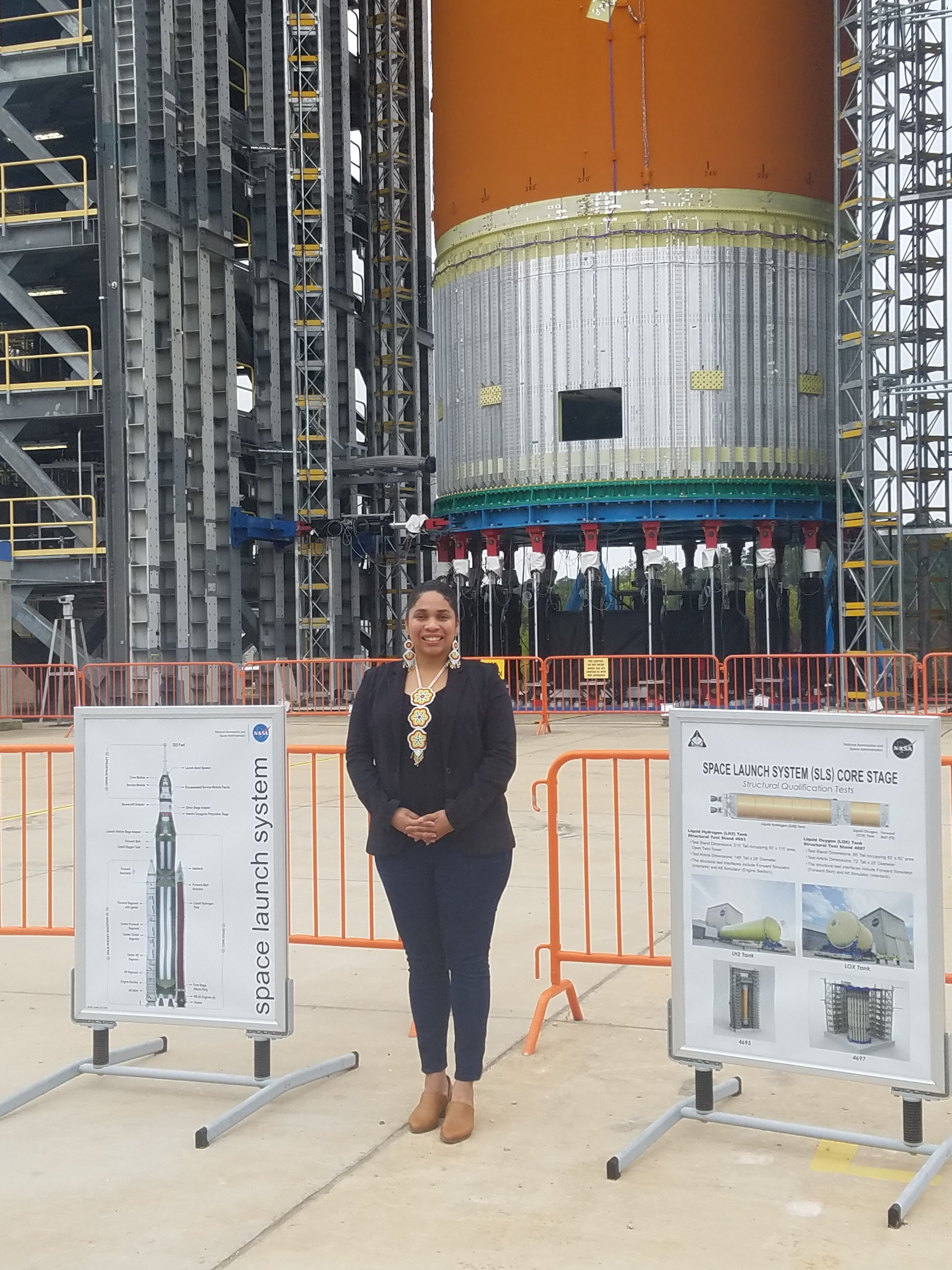
Valerino en el sitio del programa Space Launch System de la NASA.

## Comunicación científica
Valerino ha trabajado para reclutar y fomentar la participación de grupos subrepresentados en la ciencia. Esto ha incluido trabajar con Soledad O'Brien para alentar a las jóvenes negras y latinas a seguir carreras en STEM en PowHERful Summit. En 2016 recibió el premio a la educación de la Asociación Nacional para el Avance de la Gente de Color. por sus actividades de divulgación. En 2017, Valerino se unió a 21st Century Fox en su promoción de la película Hidden Figures, que habla del papel de destacados matemáticos y científicos afroamericanos en el programa Apolo.
Valerino es fanática de los cómics. También ha hablado de mujeres fuertes en novelas gráficas en podcasts.

## Publicaciones seleccionadas
- Juan Arrieta, Christopher G. Ballard, Yungsun Hahn, Paul W. Stumpf, Powtawche N. Valerino, Sean V. Wagner. 2012. Cassini Solstice Mission Maneuver Experience: Year Two. AIAA/AAS Astrodynamics Specialist Conference. doi: 10.2514/6.2012-4433.
- Sean V. Wagner, Juan Arrieta, Yungsun Hahn, Paul W. Stumpf, Powtawche N. Valerino, and Mau C. Wong. (Preprint) AAS 13-717 Cassini Solstice Mission Maneuver Experience: Year Three. trs.jpl.nasa.gov (preprint).
- Powtawche N. Valerino, Brent Buffington, Kevin Criddle, Yungsun Hahn, Rodica Ionasescu, Julie A. Kangas, Tomas Martin-Mur, Ralph B. Roncoli and Jon A. Sims. 2014. Preliminary Maneuver Analysis for the Europa Clipper Multiple-Flyby Mission. AIAA/AAS Astrodynamics Specialist Conference. doi: 10.2514/6.2014-4461.